# Victor Ndione
Victor Ndione, né le 1er avril 1973 à Thiès, est un évêque catholique sénégalais, évêque de Nouakchott depuis 2024.

## Biographie
Victor Ndione est né à Thiès au Sénégal le 1er avril 1973. Il fait l'école à Thiès puis à Fatick, puis il étudie la philosophie au grand séminaire de Brin à Ziguinchor et la théologie au grand séminaire de Sebikhotane à Dakar,.
Il est ordonné prêtre le 7 juillet 2001 et incardiné dans le diocèse de Thiès. Après son ordination il occupe la fonction de vicaire paroissial à Saint-Joseph de Ndondol de 2001 à 2003. En 2003 il part comme missionnaire fidei donum en Mauritanie et commence son service pastoral dans le diocèse de Nouakchott. Le 19 mars 2014 il est incardiné dans ce diocèse de Mauritanie.
De 2014 à 2015, il étudie à l'Institut éducatif chrétien islamique de Bamako, au Mali. De 2016 à 2018, il étudie à l'Institut pontifical d'études arabes et d'islamologie de Rome et y obtient une licence. A son retour à Nouakchott, il est nommé vicaire général du diocèse.

### Épiscopat
Le 10 février 2024, le pape François le nomme évêque de Nouakchott,,. Le 14 avril 2024, il est ordonné évêque en la cathédrale de Nouakchott. Il reçoit l'ordination épiscopale de son prédécesseur Martin Albert Happe ; les co-consécrateurs sont l'évêque de Kaolack, Martin Boucar Tine, et l'évêque de Thiès, André Gueye.
Comme devise, il choisit la devise du Lion de Münster, nec laudibus nec timore qui (signifie « Ni par l'éloge ni par la peur »), dont il a pris connaissance lors d'une visite à Münster en 2005.